# Sharon Nesmith

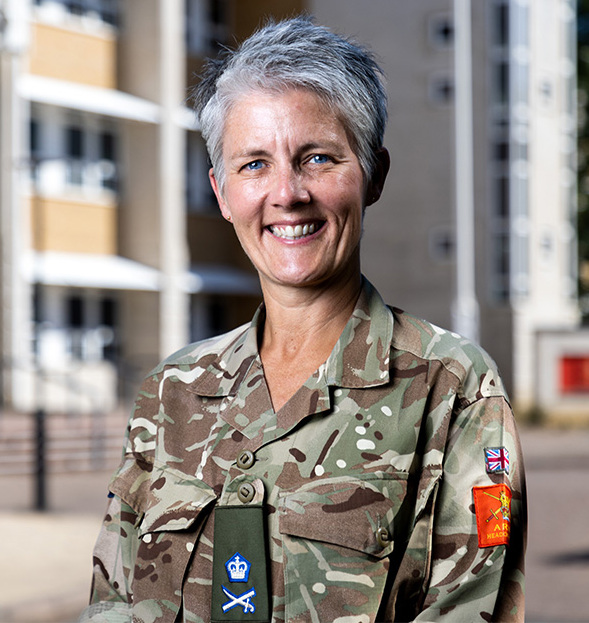
Sharon Nesmith als Lieutenant General

General Dame Sharon Patricia Moffat Nesmith, DCB, ADC Gen (née Moffat; * 1970 in Northumberland) ist ein hochrangiger Offizier der British Army. Sie dient seit Juni 2024 als Vice-Chief of the Defence Staff und diente zuvor als Deputy Chief of the General Staff vom August 2022 bis Mai 2024. Sie war die erste Frau in der Geschichte der britischen Armee, die 2014 eine Brigade kommandierte, die erste Frau, die einen Truppenteil in Divisionsgröße ab 2021 kommandierte, die erste Frau, die 2022 zum lieutenant general und die erste, die 2024 zum general befördert wurde.

## Persönliches
Nesmith stammt aus dem Northumberland. Ihr Vater war Offizier in der Royal Naval Reserve, und ihr Bruder diente 16 Jahre in der British Army. Sie studierte Biologie in der University of Edinburgh. Während ihrer Studienzeit erhielt sie ein Stipendium der Royal Army.
Nesmiths Ehemann, Walker, arbeitet als Baumpfleger. Sie haben zwei Söhne.

## Militärkarriere

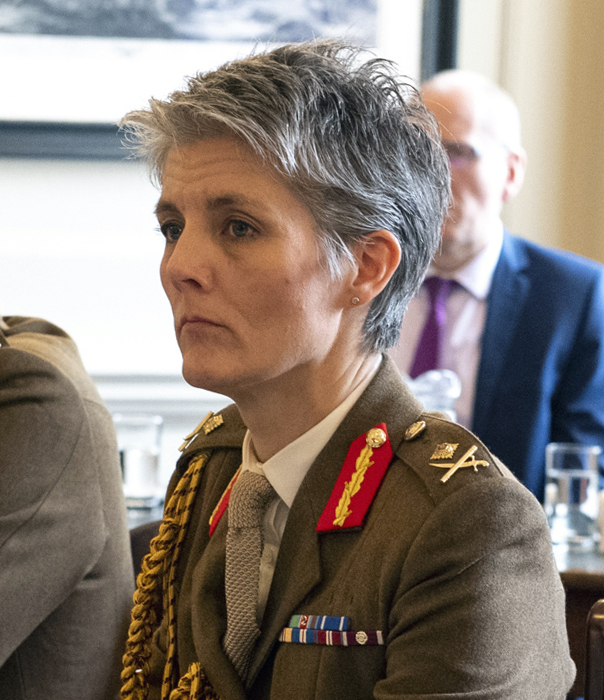
Major General Sharon Nesmith während des Army Board in 2019

Nesmith wurde im Rahmen ihrer Universitätskadettenzeit am 4. September 1988 in das Women's Royal Army Corps der British Army als second lieutenant (auf Bewährung)  aufgenommen. Nach der Universitätszeit und Sandhurst trat sie dem Royal Corps of Signals im Jahr 1992 bei. Sie diente im Balkan, Irak und Lettland. Sie wurde in den Rang eines colonel am 30. Juni 2012 befördert.
Im August 2014 wurde Nesmith die erste Frau, die eine Brigade der britischen Armee, die 1st Signal Brigade, kommandierte. Sie wurde am 30. Juni 2015 zum Brigadier befördert. Zu diesem Zeitpunkt war es die höchste Position in der britischen Armee, die jemals von einer Frau eingenommen wurde.
Nesmith war vom 1. November 2018 bis zum 1. November 2023 Colonel Commandant des Corps of Royal Electrical and Mechanical Engineers.

### Dienst als General
Am 8. März 2019 berichtete The Times, dass Nesmith zum Director (Personnel) des Army Headquarters befördert wurde und damit Teil des Army Board werde. Sie nahm diese Versetzung am 14. März 2019 an und wurde zum Major General befördert. Am 15. März 2019 wurde sie ehrenhalber auf die Position des Assistant Colonel Commandant des Adjutant General's Corps befördert; sie gab diese Position am 6. November 2019 wieder auf. Am 1. August 2019 wurde sie zum Colonel Commandant des Royal Corps of Signals ernannt. Sie wurde am 1. Oktober 2020 zum Master of Signals, in der Nachfolge von Lieutenant General Sir Nick Pope, befördert. Sie im Januar 2021 wurde zum General Officer Commanding der Army Recruiting and Initial Training Commandbestellt.
Nesmith wurde zum lieutenant general befördert und zum Deputy Chief of the General Staff am 11. August 2022 ernannt. Damit wurde sie zur ersten Frau, die in den Rang eines lieutenant general in der britischen Armee befördert wurde. Sie wurde zum Dame Commander of the Order of the Bath (DCB) in den 2024 New Year Honours ernannt, und darf seitdem den Titel Dame führen.
Im Mai 2024 wurde bekanntgegeben, dass Nesmith als Vice-Chief of Defence Staff, in der Nachfolge von Gwyn Jenkins, ernannt werden sollte und dadurch die erste Frau, die den Rang eines Generals in der British Army haben würde und dadurch die hochrangigste Frau in der Geschichte der britischen Armee würde. Am 10. Juni 2024 wurde sie zur General befördert und zum aide-de-camp general (ADC Gen) zu König Charles III ernannt.

## Interessen
Nesmith ist der Vizepräsident der Army Football Association.